# Atalaya (Spagna)
Atalaya è un comune spagnolo di 358 abitanti situato nella comunità autonoma dell'Estremadura.